# آبجوسازی استیون پوینت
آبجوسازی استیون پوینت کارخانه آبجوسازی منطقه‌ای است که در استیون پوینت، ویسکانسین در ایالات متحده واقع شده‌است. این کارخانه آبجوسازی پنجمین کارخانه آبجوسازی از نظر قدمت و سومین کارخانه آبجوسازی خصوصی در ایالات متحده است.
رتبه این شرکت از نظر حجم فروش در میان تمام کارخانه‌های آبجوسازی در ایالات متحده از ۵۰ در سال ۲۰۰۹ به ۳۲ در سال ۲۰۱۵ ارتقا یافت در میان کارخانه‌های آبجوسازی صنعتی، حجم فروش این شرکت در سال ۲۰۱۵ در رتبه ۲۵ کشور قرار دارد